# ذخیره بنیادین
ذخیره بنیادین (به انگلیسی: Foundation stock) یا ذخیره خونی بنیادین (به انگلیسی: Foundation bloodstock) به جانورانی گفته می‌شود که مولد یا پایه یک نژاد یا یک خط خونی خاص در آن هستند. بسیاری از نژادهای نوین را می‌توان در جانوران خاص و نام‌گذاری‌شده ردیابی کرد، اما گروهی از جانوران ممکن است در مجموع به عنوان ذخیره خونی پایه نامیده شوند، زمانی که یک جمعیت جداگانه (شامل هر دو نژاد بومی یا گروهی از جانوران مرتبط با یک برنامه زادگیری گزینشی عمدی و ویژه) بخشی از پایه ژنتیکی زیربنایی را برای یک جمعیت متمایز جدید فراهم می‌کند.